# Sneis (berg i Island)
Sneis är ett berg i republiken Island. Det ligger i regionen Norðurland eystra, 210 km nordost om huvudstaden Reykjavík. Toppen på Sneis är 1 008 meter över havet.
Trakten runt Sneis är nära nog obefolkad, med mindre än två invånare per kvadratkilometer. Det finns inga samhällen i närheten. Trakten runt Sneis består i huvudsak av gräsmarker.